# Hur ljuvt det är att komma
| I denna artikel     |
| används tonnamnen   |
| B♭ och H.           |
| Se olika skrivsätt. |

Hur ljuvt det är att komma är en psalm om gudstjänsten av Johan Ludvig Runeberg från 1857. Utgavs 1881 i "Sex andliga sånger med text av Johan Ludvig Runeberg". Psalmen är tydligt inspirerad av 84:e psaltarpsalmen ("Hur ljuvliga är inte dina boningar, Herre Sebaot").
Så skön och ljuvlig är utgår också från samma psaltarpsalm.
I de finländska psalmböckerna har psalmen en melodi av Toivo Kuula 1918. I den finska psalmboken togs psalmen med 1986.
I Den svenska psalmboken är melodin av Isidor Dannström 1881 i C-dur (koralboken B♭-dur), 6/8 takt.
Alternativ melodi av Johan Georg Lotscher 1795, också i C-dur men 4/4-takt (sjungs framför allt till Jag lyfter mina händer). I Koralbok för Nya psalmer, 1921 anges att a-melodin som också används till psalmen "Jag lyfter mina händer" är komponerad av Melchior Teschner 1613 och b-melodin har ett ursprung i Böhmiska Brödraförsamlingen.
Inför 1986 års utgåva av Den svenska psalmboken bearbetades psalmen obetydligt, men pluralformerna av verben har tagits bort och ordet "helgedom" i vers 3 bytts ut mot "rikedom".

## Publicerad som
- Nr 2 i Metodistkyrkans psalmbok 1896 under rubriken Begynnelsepsalmer.
- Nr 91 i Svensk söndagsskolsångbok 1908 under rubriken "Sabbatsdagen".
- Nr 488 i Svenska Missionsförbundets sångbok 1920 under rubriken "Guds rike och församlingen. - Guds församling".
- Nr 561 a och b i Nya psalmer 1921, tillägget till 1819 års psalmbok under rubriken "Kyrkan och nådemedlen: Ordets ämbete och församlingslivet: Vilodagen och gudstjänsten".
- Nr 3 i Svenska Frälsningsarméns sångbok 1922 under rubriken "Inledningssånger och psalmer".
- Nr 3 i Sionstoner 1935 under rubriken "Inledning och bön".
- Nr 16a i Nordisk Sång under rubriken "Inledning".
- Nr 210 i Den svenska psalmboken 1937 under rubriken "Helg och gudstjänst".
- Nr 178 i Finlandssvenska psalmboken (1943)
- Nr 237 i Frälsningsarméns sångbok 1968 under rubriken "Det Kristna Livet - Andakt och bön".
- Nr 80 i Den svenska psalmboken (1986), Cecilia 1986, Psalmer och Sånger 1987, Segertoner 1988 och Frälsningsarméns sångbok 1990 under rubriken "Helg och gudstjänst".
- Nr 178 i Finlandssvenska psalmboken (1986) under rubriken "Gudstjänsten"
- Nr 196 i Finska psalmboken 1986 under rubriken "Guds ord"